# Jeanne (cráter)
Jeanne es un cráter de impacto en el planeta Venus de 19,4 km de diámetro. Lleva el nombre de un nombre propio francés, y su nombre fue aprobado por la Unión Astronómica Internacional en 1985.
La forma triangular distintiva de la eyección indica que el cuerpo impactante probablemente impactó oblicuamente, viajando desde el suroeste hasta el noreste.
El cráter está rodeado de material oscuro de dos tipos. El área oscura en el lado suroeste del cráter está cubierta por flujos de lava lisos (oscuros en el radar) que tienen un contacto fuertemente digitado con los flujos más brillantes que le rodean. El área muy oscura del lado noreste del cráter probablemente está cubierta por material liso similar a sedimentosde grano fino. Este halo oscuro es asimétrico, imitando la forma asimétrica del manto de la eyecta. El halo oscuro puede haberse formado por un choque atmosférico o una onda de presión producida por el cuerpo entrante. El cráter Jeanne también muestra varios lóbulos de salida en el lado noroeste. Estas características similares al flujo pueden haberse formado por la eyección de grano fino transportado por un flujo caliente y turbulento creado por la llegada del objeto impactante. Alternativamente, se puede haber formado por un flujo fuera del impacto.